# Islas Ferraz
Islas Ferraz är en ögrupp i Antarktis. Den ligger i havet utanför Västantarktis. Argentina, Chile och Storbritannien gör anspråk på området.